# Фірлюк рудогузий
Фірлю́к рудогузий (Pinarocorys erythropygia) — вид горобцеподібних птахів родини жайворонкових (Alaudidae). Мешкає на півночі Субсахарської Африки.

## Опис
Довжина птаха становить 17-19 см, вага 30 г. Довжина хвоста становить 64-75 мм, довжина дзьоба 17-20 мм. 
У самців верхня частина тіла темно-коричнева, надхвістя і верхні покривні пера хвоста мають рудуватий відтінок. Шия з боків. обличчя і "брови" над очима білуваті. Щоки і скроні темно-коричневі з білуватими плямами посередині, на щоках білі смуги. Підборіддя і горло білуваті, груди світло-коричневі, поцятковані темно-коричневими плямками і смужками. Живіт білуватий, гузка рудувата. Першорядні і другорядні махові пера чорнувато-коричневі. Центральна пара стернових пер темно-коричневі, біля основи рудувато-коричневі, інші стернові пера більш рудувато-коричневі. Райдужки темно-карі, дзьоб роговий. 
Самиці мають більш рудувате забарвлення, першорядні махові пера мають більш широкі рудуваті краї. Молоді птахи мають світліше забарвлення, нижня частина тіла у них поцяткована темним лускоподібним візерунком.

## Поширення і екологія
Рудогузі фірлюки гніздяться від Сенегалу і Гвінеї до Південного Судана і північно-західної Уганди, між 5° і 15° північної широти та між 15° західної довготи і 35° східної довготи. Під час негніздового періоду вони мігрують на північ, до південного Малі, Нігеру, Чаду і Судану. Дроздові фірлюки живуть в сухих саванах, рідколіссях і чагарникових заростях. Під час негніздового періоду вони можуть утворювати зграї до кількох сотень птахів.
Рудогузі фірлюки живляться прямокрилими та іншими безхребетними, яких шукають на землі, а також насінням. Сезон розмноження у них триває з жовтня по квітень, в Нігерії з січня по берегень, в Південному Судані у лютому-березні. Гніздяться на землі.